# Króm
A króm a periódusos rendszer egyik kémiai eleme, vegyjele Cr, rendszáma 24, nyelvújításkori neve fösteny. Ezüstfehér, jól fényezhető, magas olvadáspontú, kemény fém. A neve az ógörög chroma szóból ered, ami színt, színest jelent, mivel a króm vegyületei különböző színűek (narancssárga, zöld, kék, ibolya stb.).

## Jellemzői
Átmenetifém, a jellemző elektroneloszlása 4s13d5. A krómnak van a legtöbb párosítatlan elektronja, ami befolyásolja a fémes rácsot összetartó erők nagyságát. Ezért magas az olvadáspontja, igen kemény, nehezen megmunkálható. Ezüstfehér, kissé kékes árnyalatú, fémfényű. Kémiai hatásokkal szemben rendkívül ellenálló, mivel felületén vékony, de igen ellenálló oxidréteg keletkezik.

## Története

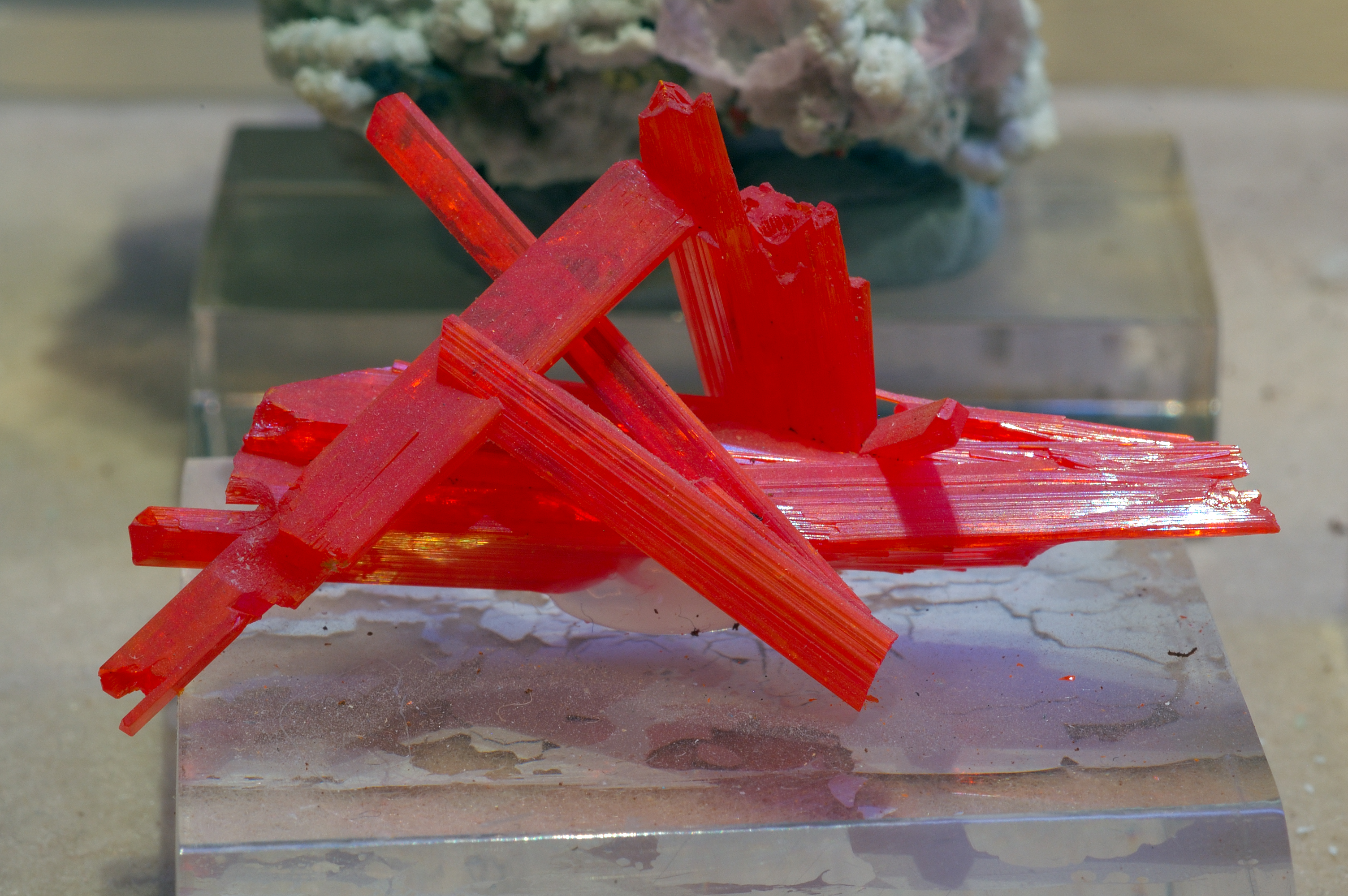
Krokoit kristály

Johann Gottlob Lehmann, 1761. július 26-án felfedezett az Ural hegységben egy vöröses narancssárga ásványt, amit szibériai vörös ólomnak nevezett. A tévesen meghatározott ásvány, mint ólom, vas és szelén vegyülete, tulajdonképpen vörösólomérc (krokoit vagy kallochrom), és ólom-kromátot (PbCrO4) tartalmaz.
Peter Simon Pallas 1770-ben ugyanazon tájakon járt, mint Lehmann, és ő is rátalált az érdekes színű ásványra. Ezúttal az ólomkromát bevonult a festészetbe mint élénksárga értékes pigment.
Nicolas Louis Vauquelin 1797-ben vörösólomérc mintákhoz jutott hozzá. Ezeket sósavval reagáltatva sikerült króm-trioxidot (CrO3) előállítania. Egy évvel később szénkemencében hevített króm-trioxidból sikerült kinyerni a krómot. Nyomokban később sikerült kimutatni a krómot egyes drágakövekben (rubin, smaragd) és a meteoritok túlnyomó részében. Az 1800-as évek folyamán a króm nagy részét a pigmentgyártás és a bőripar használta. A fémipar fejlődésével az előállított króm 85%-át itt hasznosítják, a többit pedig a vegyiparban.

## Előfordulása

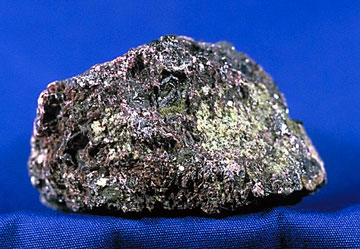
Krómvaskő

Legfontosabb ásványa a krómvaskő vagy kromit (FeO·Cr2O3). A világ kromittermelésének nagy része Dél-Afrikából származik, de fontos termelők még: Kazahsztán, India, Oroszország és Törökország. Másik ásványa a vörös ólomérc (PbCrO4) és elég ritkán előfordul elemi állapotban is.

## Előállítása
A természetben előforduló ásványokból előbb az oxidját állítják elő, és ebből aluminotermiás eljárással állítják elő a krómot. Az oxid redukálható még szilíciummal vagy kalciummal.
{\displaystyle \mathrm {Cr_{2}O_{3}+2\ Al\rightarrow 2\ Cr+Al_{2}O_{3}} \,\!}
Sóiból elektrolízissel leválasztható, de az eljárást csak védőréteg leválasztására (krómozás) használják. Ipari célokra nem célszerű a tiszta króm előállítása. A tiszta fém rideg és törékeny, sokkal fontosabbak ötvözetei, melyek előállítására a ferrokrómot használják. A ferrokróm 60% krómot tartalmaz és a krómvaskő szénnel történő redukciójával készül.

## Kémiai tulajdonságai
Vegyületeiben a króm oxidációs száma 0 és +6 között változhat, de azok a vegyületek gyakoriak, melyben +2, +3, illetve +6 az oxidációs száma (+3 a legstabilabb). A +6 oxidációs számú vegyületei erős oxidálószerek. Híg sósavban és kénsavban oldódik (bizonyos körülmények között elég energikusan). A salétromsav és a királyvíz hidegen nem reagál a krómmal, de melegen nagyon lassan oldják. A salétromsav a króm felületét passziválja, és a passzivált krómot még a meleg sósav sem támadja meg. Magas hőmérsékleten reagál egyes nemfémekkel (halogének, kén, oxigén, nitrogén, szén, szilícium és bór). Nagy mennyiségű hidrogént tud elnyelni és interszticiális hidridet képez.

## Vegyületei

### Oxidációs szám +2
- Króm(II)-oxid. A króm-amalgám levegőn végbemenő oxidációjával keletkezik. Fekete színű, hevítésre az oxidáció továbbmegy és króm(III)-oxid keletkezik.
- Króm(II)-klorid. Ha a króm(III)-kloridot izzásig hevítjük hidrogén áramban, vagy a krómot HCl áramban, króm(II)-klorid keletkezik. A vízmentes króm(II)-klorid kristályai színtelenek, az oldata azonban kék színű. Gázállapotban egész 1500 °C-ig a képlete Cr2Cl4.
- Króm(II)-szulfát. Könnyen előállítható a króm(III)-szulfát redukciójával savas közegben cinkkel. Előállítható a króm oldásával kénsavban, semleges gáz jelenlétében (H2, vagy CO2), mivel az oxigén jelenlétében a króm(II) oxidálódik króm(III)-ig. Hasonlóan előállítható más króm(II) só. Ezek vizes oldatban, vagy hidratált kristályos alakban kék színűek, de a vízmentes alak más színű. A króm(II) vegyületei sok szempontból hasonlítanak a vas(II) vegyületeihez (ugyanazokkal a vegyszerekkel képez csapadékot, ammóniumsók jelenlétében nem lehet ammóniával kicsapatni), de erősebb redukálószerek mint a vas(II) sói. Vizes oldatban instabilok és légmentes körülmények között is lassan oxidálódnak:

{\displaystyle \mathrm {Cr^{2+}+H_{3}O^{+}\rightarrow Cr^{3+}+1/2\ H_{2}+H_{2}O} \,\!}

### Oxidációs szám +3
- Króm(III)-oxid, dikróm-trioxid, Cr2O3. A króm legállandóbb oxidja, előállítható a króm-trioxid hevítésével:

{\displaystyle \mathrm {4\ CrO_{3}\rightarrow 2\ Cr_{2}O_{3}+3\ O_{2}} \,\!}
vagy a dinátrium-dikromát szénnel vagy kénnel történő redukciójával:
{\displaystyle \mathrm {Na_{2}Cr_{2}O_{7}+S\rightarrow Cr_{2}O_{3}+Na_{2}SO_{4}} \,\!}
Az így előállított króm-oxid zöld színű, vízben oldhatatlan por. Felhasználják mint pigment (olajfestékek, üveg, porcelán színezésére), fémkróm előállítására, valamint csiszolóanyagként. A kristályos alakot a króm-oxid hidrátjának a hevítésével állítják elő, és a kristályai fémes csillogású fekete színűek, de porítva ugyancsak zöld színű por keletkezik. A króm-oxid hidrát Cr2O3·nH2O hidroxidionok jelenlétében (például ammónia hozzáadásával) csapódik ki a króm(III) sók oldatából. Váltakozó mennyiségű vizet tartalmaz, kékeszöld színű, nagy térfogatú csapadék. Friss állapotban savakban és lúgokban oldódik, de lassan vizet veszít és oldhatósága csökken.
- Króm(III)-klorid. Előállítható klór izzásba hozott krómon keresztül történő áramoltatásával, vagy izzó króm-oxid és faszén keverékén keresztül:

{\displaystyle \mathrm {Cr_{2}O_{3}+3\ C+3\ Cl_{2}\rightarrow 2\ CrCl_{3}+3\ CO} \,\!}
Az így előállított króm-triklorid vízmentes állapotban vöröseslila kristályos só. Hideg vízben nem oldódik, és forró vízben is csak nagyon lassan. Kevés króm(II)-klorid hozzáadásával az oldás hamar végbemegy, és sötétzöld oldat keletkezik, erős hő felszabadulás közben. A víz elpárologtatásával a króm-triklorid kristályosodik, a kristályai zöld színűek. Az oldat és a kristályok is a króm-trikloridot akvakomplex formában tartalmazzák. A krómnak a koordinációs száma 6, ennek megfelelően 6 vízmolekula kapcsolódik erősen a központi fémionhoz. A klórral a króm erősebb kötést tud kialakítani, a koordinálódott vízmolekulák fokozatosan kicserélődnek klórral és így vegyes ligandumú komplexek keletkeznek.
{\displaystyle \mathrm {\left[Cr\left(OH_{2}\right)_{4}Cl_{2}\right]Cl\cdot 2H_{2}O} \,\!}
 zöld 
{\displaystyle \mathrm {\left[Cr\left(OH_{2}\right)_{5}Cl\right]Cl_{2}\cdot H_{2}O} \,\!}
 világoszöld 
{\displaystyle \mathrm {\left[Cr\left(OH_{2}\right)_{6}\right]Cl_{3}} \,\!}
 ibolya 
- Króm (III)-szulfát. A vízmentes {\displaystyle \mathrm {Cr_{2}\left(SO_{4}\right)_{3}} \,\!} rózsaszínű és mint a króm-triklorid, vízben csak redukálószerek jelenlétében oldódik. Így keletkezik a {\displaystyle \mathrm {Cr_{2}\left(SO_{4}\right)_{3}\cdot 12\ H_{2}O} \,\!}. higroszkópos, sötét ibolyaszínű, vízben jól oldódó kristályos anyag. Mint a króm-triklorid esetében, vizes oldatában különböző összetételű akvakomplexek keletkeznek, amelyekben a szulfátionok egy része bevonul a komplexbe és erősen kötődik a központi fémionhoz, ezeknek színe zöld. Alkáli-szulfátokkal króm-timsót képez. Például az ibolyaszínű króm(III)-szulfátot és kálium-szulfátot tartalmazó oldatból sötét ibolyaszínű oktaéderes króm-timsó kristályok válnak ki {\displaystyle \mathrm {KCr\left(SO_{4}\right)_{2}\cdot 12\ H_{2}O} \,\!}. Króm-timsót tartalmazó oldatot ha melegítünk, lassan a fent leírt változások mennek végbe és vegyes ligandumú zöld színű komplexek keletkeznek, melyek csak nehezen kristályosodnak. Bázikus anyag (például nátrium-karbonát) hozzáadásával bázikus króm-szulfát keletkezik, amelyet a bőrcserzésben használnak.

{\displaystyle \mathrm {Cr_{2}\left(SO_{4}\right)_{3}+Na_{2}CO_{3}+H_{2}O\rightarrow 2\ Cr\left(SO_{4}\right)\left(OH\right)+Na_{2}SO_{4}+CO_{2}} \,\!}

### oxidációs szám +6
- Króm(VI)-oxid, vagy króm-trioxid, {\displaystyle \mathrm {CrO_{3}} \,\!} mint csapadék válik ki a telített dikromát oldatból, tömény kénsav túladagolásával. Sötétvörös színű, tűs kristályok, melyek vízben jól oldódnak. A narancssárga vizes oldat krómsavat, dikrómsavat és trikrómsavat tartalmaz:

{\displaystyle \mathrm {CrO_{3}+H_{2}O\rightarrow H_{2}CrO_{4}} \,\!}
{\displaystyle \mathrm {2\ CrO_{3}+H_{2}O\rightarrow H_{2}Cr_{2}O_{7}} \,\!}
{\displaystyle \mathrm {3\ CrO_{3}+H_{2}O\rightarrow H_{2}Cr_{3}O_{10}} \,\!}
Ezek csak oldatban léteznek, nem lehet elkülöníteni őket a víz elpárologtatásával. Erélyes oxidáló hatású. Ha alkoholt csepegtetünk króm-trioxid kristályokra, az oxidáció olyan erőteljes hogy az alkohol lángra lobban és a króm-trioxid dikróm-trioxidra redukálódik. Szerves anyagok oxidálására ecetsavas oldatát használják, melyben oldódik de nem oxidálja még forrásponton sem.
- Kromátok. A krómsav sói a kromátok. A nátrium-kromátot iparilag nagy mennyiségben gyártják a krómit és alkáli-karbonát összeolvasztásával levegő jelenlétében, 1000-1300 °C-on:

{\displaystyle \mathrm {2\left(FeO\cdot Cr_{2}O_{3}\right)+4\ Na_{2}CO_{3}+7/2\ O_{2}\rightarrow 4\ Na_{2}CrO_{4}+Fe_{2}O_{3}+4\ CO_{2}} \,\!}
Az olvadék lehűlése után, a kromátot vízzel kioldják. Az oldat sárga színű és a kromát az oldatból kikristályosítható a hőmérséklet függvényében 10, 6 vagy 4 molekula vízzel. A kromátok csak lúgos közegben léteznek, sav hozzáadásával a sárga színű nátrium-kromát oldat átalakul narancssárga dikromáttá, mely két molekula vízzel kristályosodik {\displaystyle \mathrm {Na_{2}Cr_{2}O_{7}\cdot 2\ H_{2}O} \,\!}. Az átalakulás két lépésben történik: az első lépésben savanyú kromát keletkezik de ez nagyon instabil és két hidrogén-kromát-ion vízvesztéssel Cr-O-Cr kötéseket tartalmazó dikromátionná kondenzálódik.
{\displaystyle \mathrm {Na_{2}CrO_{4}+H_{2}SO_{4}\rightarrow NaHCrO_{4}+NaHSO_{4}} \,\!}
{\displaystyle \mathrm {2\ NaHCrO_{4}\rightarrow Na_{2}Cr_{2}O_{7}+H_{2}O} \,\!}
Ha a dikromát oldatot meglúgosítjuk, újból kromátionok keletkeznek, és az oldat színe sárga lesz.
{\displaystyle \mathrm {Cr_{2}O_{7}^{2-}+2\ OH^{-}\rightarrow 2\ CrO_{4}^{2-}+H_{2}O} \,\!}
A króm(III)-vegyületeket tartalmazó oldatokban a króm lúgos közegben a megfelelő oxidálószerrel (hipoklorit, oxigénesvíz, ólom-dioxid) kromáttá oxidálható.
A kálium-kromátot ugyanúgy lehet előállítani mint a nátrium sót, víz nélkül kristályosodik és kristályai citromsárgák. A kálium-dikromát kristályai narancssárgák és nem tartalmaznak kristályvizet. Mivel a kálium-dikromát oldhatósága vízben kisebb mint a nátrium-dikromáté, tömény nátrium-dikromát oldatból kálium-kloriddal a kálium-dikromát kicsapódik. A dikromátok savas közegben erős oxidálószerek, ezen alapszik alkalmazásuk az analitikai kémiában:
{\displaystyle \mathrm {Cr_{2}O_{7}^{2-}+14\ H^{+}+6\ e^{-}\rightarrow 2\ Cr^{3+}+7\ H_{2}O} \,\!}
Az elektronikus alkoholteszterek megjelenése előtt a fenti reakció alapján működtek a „fiolák”, amelyek zöld színre váltottak, ha egy ittas gépkocsivezető belefújt (a narancssárga fiola savas dikromátot tartalmazott, mely az alkohol hatására redukálódott és a keletkezett Cr(III) vegyület zöld színű).
Az alkáli-kromátok jól oldódnak vízben, az alkáliföldfémek kevésbé, és az oldhatóság csökken az alkáliföldfém atomtömegének növekedésével. A bárium-kromát teljesen oldhatatlan, és az ólom-kromát sem oldódik.
- Króm (VI)-halogenidek. A króm(VI)-tal csak a fluor képez biner halogenidet (CrF6), a többiek tartalmaznak oxigént. A kromil-klorid előállítható sósav áramoltatásával króm-trioxid kristályokon keresztül, vagy K2Cr2O7, NaCl és H2SO4 keverékének a hevítésével és a keletkező kromil-klorid ledesztillál.

{\displaystyle \mathrm {CrO_{3}+2\ HCl\rightarrow CrO_{2}Cl_{2}+H_{2}O} \,\!}
A kromil-klorid egy sötétvörös folyadék, fajsúlya 1,93 g/cm³, forráspontja 117 °C. Vízzel krómsav és sósav képződése közben reagál. Erős oxidálószer. A króm(VI)-vegyületek mérgezők.

## Biológiai szerepe
A króm a szénhidrát-anyagcserében vesz részt, de az emberi szervezetben betöltött szerepe még nem tisztázott teljesen. Feltételezések szerint hiányában megnő az esélye az I. típusú inzulinfüggő cukorbetegségnek és a koszorúér-betegségeknek. A króm több enzimrendszer alkotórésze, ezek közül a cukorháztartásban GTF-ként (glükóztolerancia-faktor) tölti be a szerepét.
Biológiai hasznosulása alacsony: alig 0,5-1%. Hozzájárulhat a hipoglikémia és a zöld hályog kezeléséhez, valamint csökkentheti az éhségérzetet.
A Finnországban üzemelő Outokumpu cég Tornio városában működő gyár króm- és nikkelkibocsátását okolják amiatt, hogy a határ túloldalán, Haaparantában sok gyerek születik fejlődési rendellenességgel.
Természetes forrásai: élesztő, sör, barna rizs, máj. Napi ajánlott adagja: 50-200 µg. A C-vitamin segíti a felszívódását.

## Felhasználása
- krómbevonatok
- korrózióálló, kopásálló, saválló ötvözetek
- dikromátokat analitikai kémia használja

## Fordítás
Ez a szócikk részben vagy egészben  a   Chromium című angol Wikipédia-szócikk fordításán alapul.  Az eredeti cikk szerkesztőit annak laptörténete sorolja fel. Ez a jelzés csupán a megfogalmazás eredetét és a szerzői jogokat jelzi, nem szolgál a cikkben szereplő információk forrásmegjelöléseként.